# 仁寿村站
仁寿村站是位于云南省石屏县仁寿村的一个铁路车站，邮政编码662202。车站建于1936年，有蒙宝铁路经过该站，现已撤销，撤销前仅办理货运，不办理客运业务，车站内原驻扎有鸡街工务段仁寿村线路工区，车站及其上下行区间均未电气化。车站距离蒙自站122公里，隶属昆明铁路局，是五等站。
2020年10月，石屏米轨小火车以旅游观光线的形式开行。截止2022年8月，该站每日停靠列车1列，为石屏～坝心的903次，石屏站10:00始发，仁寿村站停车20分（10:30到，10:50开），龙井站停车47分（11:03到，11:50开），于12:05终到坝心站。